# Bibliotheca Germany
Die bibliotheca Germany GmbH (ehemals Bibliotheca RFID Library Systems GmbH) mit Sitz in Reutlingen, kurz bibliotheca genannt, ist ein international tätiges Technologie- und Dienstleistungsunternehmen im Bibliothekswesen. Es hat sich auf die Entwicklung, Installation und den Support von elektromagnetischen bzw. RFID-Lösungen für sämtliche Bibliotheksarten spezialisiert. bibliotheca setzt mit nachhaltigen RFID-/EM-Systemen, individuellen Open Library-Komplettlösungen und der integrierten cloudLibrary E-Book-Plattform den Grundstein für eine zukunftsfähige Bibliothek 4.0 und ermöglicht die Entwicklung der Bibliotheken hin zum Dritten Ort gemäß den Ideen des Soziologen Ray Oldenburg. bibliotheca ist Spezialist für Selbstverbuchung, Rückgabe-/Sortier- und Transportanlagen, Open Library-Technik, E-Book-Webanwendung/App sowie zur Mediensicherung für die Diebstahlsicherung.

## Geschichte
Das deutsche Unternehmen entstand im Jahr 2006 als Dependance des Schweizer Mutterhauses. 2002 gründeten die Brüder Jacques und Marcel Nauer die Bibliotheca RFID Library Systems AG (ab Oktober 2016 bibliotheca Switzerland AG) in der Schweiz. Sie dürfen als Pioniere des RFID-Einsatzes in Bibliotheken bezeichnet werden: Die Umstellung von Barcode auf RFID steckte damals in der Bibliotheksbranche noch in den Kinderschuhen.
In den ersten Jahren wurde das Schweizer Unternehmen mit dem Zuger Innovationspreis (2004)  und dem Swiss Technology Award (2005) ausgezeichnet.
Eine Auswahl an richtungsweisenden Installationen in den ersten Jahren:
- 2004 Winterthurer Bibliotheken[7]
- 2006 Münchner Stadtbibliothek[8]
- 2006 Universitätsbibliothek Karlsruhe[9]

## Tätigkeit
bibliothecas RFID-/EM-Systeme haben folgende Ziele:
- Automatisierung der Medienverbuchung und Benutzerkontoverwaltung mittels Selbstausleihe, Rückstellautomaten, u. a.
- Sicherung der Medien und der gesamten Bibliothek
- Effizienzsteigerung der Bibliothek
- Entlastung der Mitarbeiter von eintönigen und gesundheitsbelastenden Arbeitsabläufen
- Flexible Erweiterung der Öffnungszeiten zu späten/frühen Randzeiten, ggf. 24/7, durch Open Library Technik[10]

## Unternehmensgruppe
bibliotheca Germany GmbH gehört zur bibliotheca-Gruppe, die im Frühjahr 2011 durch die Fusion von drei führenden Firmen der Bibliotheksbranche gegründet wurde: bibliotheca Switzerland (Schweiz), Intellident (GB) und der Integrated Technology Group ITG (Nordamerika). Seit Januar 2012 gehört auch Trion (Schweiz), ein Spezialist von Medienrückgabe- und Sortieranlagen, zur Unternehmensgruppe. Im Oktober 2015 wuchs die Gruppe erneut, als bibliothecas Anteilseigner (One Equity Partners) die gesamte Bibliothekssparte von 3M erwarb.
Die Gruppe unterhält auf allen bedeutenden Kontinenten eigene Niederlassungen. In 70 weiteren Ländern wird mit ausgewählten Vertriebspartnern kooperiert. Es gibt bis dato über 30.000 kundenspezifische Installationen in Bibliotheken unterschiedlicher Art. Weltweit sind mehr als 10.000 Selbstverbuchungsterminals, über 650 Rückgabe- und Sortiersystemen sowie 6.000 Sicherungsanlagen im Einsatz. Über eine digitale Plattform können Inhalte von mehr als 1.000 Verlagen abgerufen werden, die in fast 3.000 Bibliotheken zur Verfügung steht.